# Cherrapunji

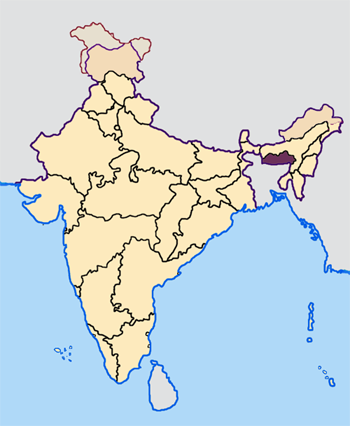
Mapa de l'Índia on es destaca Meghalaya

Cherrapunji és una vila de l'estat de Meghalaya, a l'Índia. Amb 11.430 mm l'any, és un dels llocs on plou més de la Terra (el Mont Wai‘ale‘ale a l'illa hawaiana de Kaua‘i en rep 11.684).
Hom hi ha registrat dos rècords:
- Precipitació màxima en un any: 22.987 mm entre l'agost de 1860 i el juliol de 1861.
- Precipitació màxima en un mes: 9.299,96 mm el juliol de 1861.

Situada als peus de serralada de Khasi, al nord del golf de Bengala i molt oberta als vents marins, Cherrapunji rep l'embat dels monsons, tant el del sud-est com el del nord-oest. En tots els casos, la presència de les muntanyes al darrere provoca precipitacions orogràfiques: els núvols es veuen forçats a ascendir i descarregar, especialment entre juny i setembre. A l'hivern rep el monsó del nord-est, que davalla per la vall del Brahmaputra.
Malgrat les seves intenses pluges, Cherrapunji pateix manca d'aigua potable, i la irrigació dels camps hi és molt difícil arran de la desforestació, que ha provocat l'erosió de bona part del sòl cultivable.
El nom original de la ciutat era Sohra, que els britànics pronunciaren com a "Churra" i que acabà per derivar en el nom actual; el nom khasi Soh-rah Pungi era el nom d'un arbre fruiter.
La vila fou la primera residència de l'oficial britànic a la zona fins que fou traslladada a Shillong el 1864; l'estació britànica (al sud del llogaret indígena) fou abandonada.